# Institutionnalisme
Pour les articles homonymes, voir Institutionnalisme (relations internationales), Institutionnalisme historique, Institutionnalisme juridique, Institutionnalisme néolibéral et Analyse institutionnelle.
 (mars 2015).
Si vous disposez d'ouvrages ou d'articles de référence ou si vous connaissez des sites web de qualité traitant du thème abordé ici, merci de compléter l'article en donnant les références utiles à sa vérifiabilité et en les liant à la section « Notes et références ».
 (septembre 2016).
Améliorez-le ou discutez des points à vérifier. 

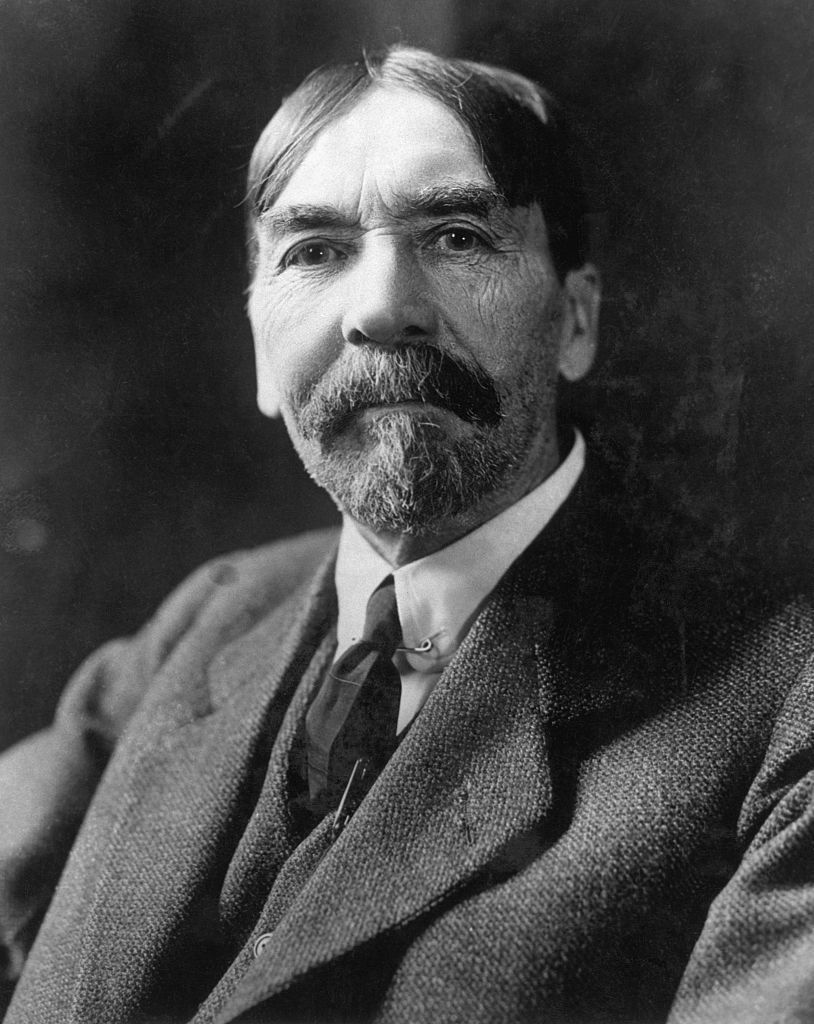
Thorstein Veblen, le fondateur.

L'institutionnalisme est un courant de pensée économique qui a émergé aux États-Unis au début du XXe siècle, sous l'impulsion principalement des écrits de Thorstein Veblen, John Rogers Commons et Wesley Clair Mitchell. Il se concentre sur la compréhension du rôle des institutions pour modeler le comportement économique, social et politique des individus. Ce courant a connu son apogée dans les années 1920 et 1930, influençant notablement les mesures prises lors du New Deal. L'École institutionnaliste comprend des héritages de l'École historique allemande. On considère parfois que les thèses institutionnalistes sont proches du substantivisme, qui est l'approche développée par Karl Polanyi.
Thorstein Veblen publie en 1899 Why is Economics not an Evolutionary Science?, le document fondateur de l'École institutionnaliste. Il rejette de nombreux postulats de l'école néoclassique, comme l'hédonisme individuel justifiant la notion d'utilité marginale, ou l'existence d'un équilibre stable vers lequel l'économie converge naturellement.

## Influences
Il est généralement admis que l'institutionnalisme américain s'est constitué à partir de trois sources d'influence majeures : l'historicisme allemand, le darwinisme et la philosophie pragmatiste.

### Influence de l'historicisme
Une grande part de l'épistémologie institutionnaliste est dérivée de l'historicisme allemand, tel qu'il a été notamment développé par Gustav von Schmoller et Werner Sombart. Cela se traduit par un souci constant de la part des institutionnalistes de produire des analyses qui partent de l'observation des faits réels. Il en résulte une théorisation qui est nécessairement relative au contexte auquel elle se rapporte. Dans cette optique, à l'encontre de la théorie économique standard qui mobilise essentiellement l'inférence déductive, les institutionnalistes recourent de façon privilégiée à l'induction. Il ne s'agit pas toutefois d'une induction « naïve ». Les auteurs institutionnalistes, à commencer par Veblen et Commons, ont été assez critiques sur le manque de théorisation de l'historicisme.

### Théorie de l'évolution
L'institutionnalisme s'intéresse principalement aux facteurs influençant l'évolution de la société et de l'économie. À ce titre, les analyses proposées par ce courant sont de types évolutionnaires, en ce qu'elles tentent de reconstituer le processus par lequel sont apparues les institutions sociales. Dans cette optique, les auteurs institutionnalistes et notamment Veblen, se sont largement appuyés sur les enseignements de la révolution darwinienne. Veblen applique ainsi la métaphore de la sélection naturelle aux institutions économiques et sociales. Il faut remarquer par ailleurs que l'institutionnalisme rejette catégoriquement les thèses du darwinisme social.

### Philosophie pragmatiste
Courant philosophique américain apparu à la fin du XIXe siècle, le pragmatisme a largement influencé les analyses institutionnalistes sur deux points majeurs : la méthodologie et la conception du comportement humain. Sur le plan méthodologique, les institutionnalistes reprennent l'inférence dite de l'« abduction », élaborée par le philosophe pragmatiste C.S. Peirce. L'abduction peut se définir comme un raisonnement partant de l'observation visant à formuler une hypothèse sur ce qui pourrait expliquer le phénomène observé ou s'y apparentant. Contrairement à l'induction, qui va du particulier au général, l'abduction vise à partir de la cause pour en déduire les effets. L'une des formes privilégiées de l'abduction (que l'on appelle parfois « rétroduction » ou « induction à rebours » [backward induction]) est la métaphore (par exemple la métaphore de la sélection naturelle) et elle se combine avec la déduction, par laquelle on infère logiquement les conséquences des hypothèses produites par l'abduction, et avec l'induction qui dans ce cas est dite non-démonstrative car servant uniquement à vérifier les résultats produits.
Par ailleurs, les institutionnalistes ont retenu du pragmatisme une conception de l'individu dans laquelle le comportement est fonction des croyances et des habitudes, ainsi que dans certains cas des instincts (voir, outre Peirce, les écrits de William James et de John Dewey).

## Histoire
On peut considérer que l'acte de naissance de l'institutionnalisme est constitué par un article de Veblen, Why is Economics Not an Evolutionary Science, publié en 1898, et dans lequel on retrouve un certain nombre d'éléments clés caractérisant les analyses institutionnalistes.
Hormis Veblen, qui reste l'auteur institutionnaliste majeur et le plus original, d'autres auteurs importants vont prendre sa suite et perpétuer la pensée institutionnaliste, parfois en la dénaturant. Dans une perspective différente de Veblen, John Roger Commons va s'atteler à retracer l'émergence de la société capitaliste américaine. Son cadre théorique, élaboré tardivement dans sa carrière, se propose d'articuler l'économie, le droit et l'éthique, ce qui fait de Commons l'un des fondateurs de l'économie du droit. À peu près à la même époque, Wesley Clark Mitchell introduit pour la première fois dans l'analyse économique la systématisation de l'analyse statistique. S'inspirant au début de sa carrière fortement de Veblen, Mitchell va ensuite se porter vers l'analyse quantitative et être, de ce fait, l'un des instigateurs de la macroéconomie. Il est par ailleurs le fondateur du National Bureau of Economic Research (NBER) qui est aujourd'hui l'un des instituts majeurs de statistiques aux États-Unis.
À partir des années 1940, l'audience de l'institutionnalisme va commencer à décroître, jusqu'à devenir quasiment inaudible à la fin des années 1960 (avant de renaître dans les années 1980). Néanmoins certains auteurs majeurs vont produire des analyses profondes du système économique, notamment concernant le rôle joué par la technologie dans le progrès économique. C'est notamment le cas de Clarence Edwin Ayres qui, s'inspirant des travaux de Veblen, va systématiser la « dichotomie véblenienne » qui caractérise l'opposition entre les comportements cérémonials (produit par les institutions) et les comportements industriels (produit par la technologie) ces derniers étant facteurs de progrès.

### Aujourd'hui
Après une éclipse de près de 30 ans, l'institutionnalisme semble aujourd'hui renaître, profitant notamment d'un regain d'intérêt pour la question des institutions apparue dans les années 1970. La pensée institutionnaliste a été perpétuée dans le milieu du XXe siècle par des auteurs plus ou moins proches d'elle, sans pour autant s'en réclamer explicitement. On pensera notamment aux économistes John Kenneth Galbraith, Gunnar Myrdal et Alfred D. Chandler, Jr. ou à l'école de la régulation française. Aujourd'hui, les travaux de Veblen et Commons font l'objet d'un regain d'intérêt incontestable, et ce n'est que récemment que les véritables apports de ces auteurs ont été mis en valeur. L'un des intérêts majeurs de l'institutionnalisme aujourd'hui semble être sa capacité à pouvoir mener et combiner une réflexion purement technique avec un questionnement d'ordre éthique sur le capitalisme contemporain et sur ses transformations.

## Postulats
Une définition «historique» du terme a été donnée par Willard Earl Atkins (1889-1971), en 1932. Pour Atkins, on peut résumer en cinq points les postulats des économistes institutionnalistes :
1. Ce sont les comportements de groupe et non les prix qui doivent être au centre de l'analyse économique ;
2. On doit accorder plus d'attention aux régularités des coutumes, des habitudes, des lois en tant qu'elles organisent la vie économique ;
3. Les individus sont influencés par des motivations qui ne peuvent être mesurées quantitativement ;
4. Le comportement économique évolue constamment et, par conséquent, les généralisations économiques doivent continuer de spécifier le repère du temps et du lieu d'application ;
5. C'est la tâche de l'économiste d'étudier les sources ou raisons des conflits d'intérêts dans la structure sociale existante; cette étude fait partie du sujet, le conflit n'est pas seulement une divergence par rapport à une norme hypothétique[1],[2].

## Institutions
L’économie fonctionne grâce aux institutions. Ce sont les lois, les règles, les normes et les routines. Elles produisent pour les acteurs économiques de la prévisibilité dans un contexte d’incertitude et de déterminations diverses. L’intérêt de la réglementation est de minimiser l’incertitude et les coûts de transaction. Friedrich Hayek distingue les ordres construits (législation par exemple) des ordres spontanés (routine). Ces derniers ont sa préférence.

### Formation des institutions
Les institutions ne sont pas le résultat d’actes et d’attitudes individuels qui s’additionnent. Pour Henri Bartoli l’économie est la science de rapports sociaux de production et d’échange. Les institutions résultent de la confrontation entre groupes sociaux aux intérêts différents. L’arbitrage est d’abord politique puis juridique. Douglass North distingue les contraintes formelles (lois, règles) des informelles (codes de conduite, normes de comportement, conventions). Les contraintes formelles peuvent changer d’un seul coup alors que les informelles ne se modifient que très progressivement. Si les nouvelles normes formelles sont en désharmonie avec les informelles les résultats ne sont pas ceux espérés. Il en a été ainsi dans le transfert brutal des règles formelles occidentales du marché dans les différents pays de l’Europe de l’Est.

### Interactivité individus / institutions
Les individus s’influencent les uns les autres. Les pratiques routinières d’un certain nombre de personnes fonctionnellement nouées et se renforçant mutuellement sont les pièces constitutives des institutions. Ces individus qui partagent une certaine culture forment un groupe. Les institutions sont des organisations sociales issues d’une action collective et qui organisent les cadres des comportements. Elles permettent des compromis entre groupes sociaux en conflit.
L’institution s’autonomise des acteurs. Elle construit une pensée collective qui cesse d’être l’addition de la pensée des acteurs inclus. Chaque individu exerce ses choix en étant influencé par les institutions. En retour les choix individuels contribuent à faire évoluer les institutions, sans déterminisme dans un sens ou dans l’autre. La relation entre le produit et le producteur, entre l’institution et l’acteur, est interactive.

### Hétérogénéité des institutions

#### Poids du passé
Les institutions sont d’abord des habitudes de pensée et d’action dominantes. Incorporées dans le droit elles acquièrent une durée et une inertie certaines. Étant des produits hérités des conditions passées elles peuvent ne plus être adaptées aux exigences du présent. Pour comprendre leurs effets il faut appréhender les processus sociaux et historiques par lesquels elles se sont constituées.

#### Spécificités nationales
Daniel Cohen, s’appuyant sur une étude de l’OCDE, constate l’importance des facteurs propres à chaque pays dans le déroulement de leur économie. Les institutions sont toujours le produit d’une histoire. Elles diffèrent d’un pays à l’autre et déterminent les comportements. Les pays réagissent différemment à une stimulation donnée. Il n’est pas possible d’aligner un autre pays sur les pratiques du meilleur. Un modèle ne peut être ni importé, ni exporté.

## Science pluridisciplinaire
Pour les institutionnalistes, en économie comme dans les autres domaines, les individus sont soumis à une multiplicité de motivations et d’empreintes culturelles. Leur comportement est, entre autres, influencé ou modelé par des contextes collectifs. Cette conception s’oppose à la pensée néoclassique selon laquelle l’acteur économique ne recherche que l’utilité et le profit. La compréhension de l’économie nécessite de puiser dans les sciences humaines et sociales. Elle-même n’est qu’une branche des sciences sociales.

### Rationalité de l’acteur humain
Un choix économique non égoïste et non utilitariste n’est pas irrationnel. La rationalité de l’individu signifie que l’on ne fait rien sans raison. La psychologie sociale a mis en évidence le rôle des impulsions et des instincts. Les travaux de l’économie expérimentale et de l’économie comportementale témoignent que les acteurs disposent d’une pluralité de motivations. Des expériences montrent que non seulement les individus sont en général incapables de prévoir comment leurs préférences vont évoluer, mais même de prévoir si elles vont évoluer. Les phénomènes de retournement de choix évoqués dans le paradoxe d'Allais obéissent à une rationalité. La socialisation de chaque individu a eu lieu dans des contextes sociaux différents, voire contradictoires : famille, école, groupes de pairs, multiples institutions culturelles, médias, etc. L’acteur dispose de schèmes d’action hétérogènes parmi lesquels il en optera un en fonction des circonstances.

### Économie, science sociale
Polanyi a constaté que l’idée même d’économie est récente. Dans les autres civilisations et cultures, ce que nous appelons phénomènes économiques n’est pas distingué des autres phénomènes sociaux, mais se trouve dispersé et étroitement imbriqué dans le tissu social. Les branches de la vie sociale se sont autonomisées pour progresser dans les analyses. Il en est ainsi de l’économique, du politique, du religieux, de l’éthique, etc. Leur compréhension nécessite que ces branches soient réencastrées. Les différents courants de l’institutionnalisme établissent des liens avec les autres sciences sociales. Les préférences sont hétérogènes. Certains privilégient la sociologie, d’autres, le droit, la science politique ou la psychologie. L’inclination pour la démarche historique est la plus fréquente.

## Représentants
- Thorstein Veblen (fondateur)
- John Roger Commons
- Arthur Robert Burns
- Simon Kuznets
- Robert Heilbroner
- Gunnar Myrdal
- John Kenneth Galbraith
- Willard E. Atkins
- Douglass North
- Arild Vatn

## Familles institutionnalistes
- L’école des conventions
- L’école de la régulation

Font partie de la même famille de pensée :
- L’école expérimentale
- Le courant évolutionniste (Joseph Schumpeter, François Perroux)
- Les socio-économistes (Karl Polanyi, Max Weber, Marcel Mauss)
- Les postkeynésiens (Nicholas Kaldor)
- L’économie politique internationale (Susan Strange)